# Konrad Osterwalder
Konrad Osterwalder (* 3. Juni 1942 in Frauenfeld) ist ein Schweizer Physiker und Mathematiker. Er war von 1995 bis 2007 Rektor der ETH Zürich und von 2007 bis 2013 Rektor der United Nations University in Tokyo.

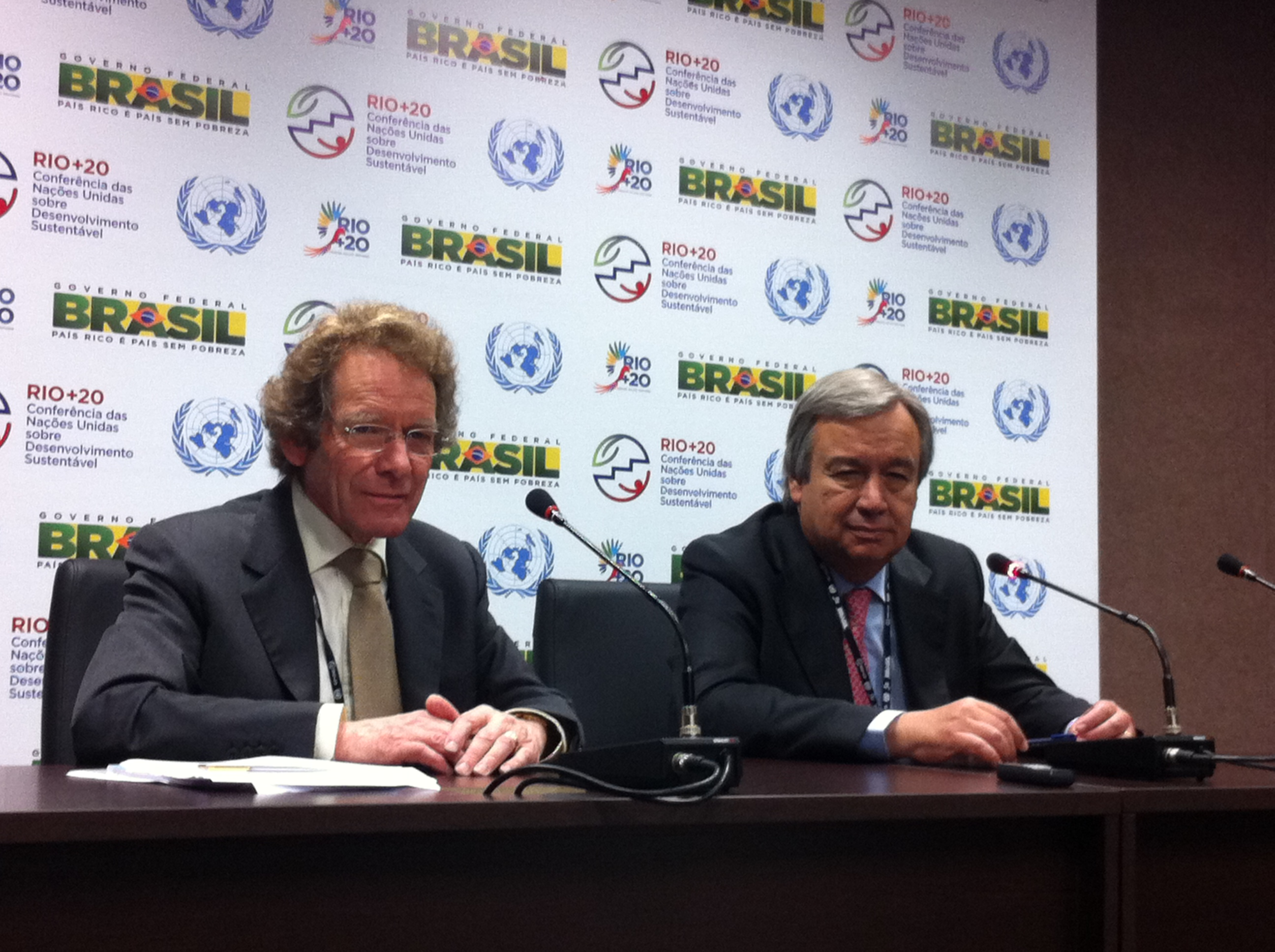
UNU Rektor Osterwalder (links) mit dem UN-Flüchtlingskommissar Guterres auf einer Pressekonferenz in Rio

## Leben und Werk
Osterwalder ging in Frauenfeld ins Gymnasium und studierte 1961 bis 1965 Physik (und daneben Philosophie) an der ETH Zürich. Nach dem Militärdienst war er dort 1966 bis 1970 Assistent und wurde 1970 bei Klaus Hepp und Res Jost promoviert. Danach arbeitete er 1970/1 als Postdoc am Courant Institute of Mathematical Sciences an der New York University. 1973 war er Assistant Professor und ab 1973 Associate Professor an der Harvard University in Cambridge (Massachusetts). 1977 wurde er als ordentlicher Professor für mathematische Physik an die ETH Zürich berufen. 
Von 1995 bis 2007 war Konrad Osterwalder Rektor der ETH Zürich. Osterwalder war für mehrere Monate auch Präsident ad interim der ETH Zürich, um den Zeitraum zwischen dem Rücktritt des ETH-Präsidenten Ernst Hafen (2. November 2006) und dem Amtsantritt des neuen ETH-Präsidenten Ralph Eichler (1. September 2007) zu überbrücken. Bis Ende 2006 war Konrad Osterwalder zudem Vorsitzender der Bologna-Projektleitung der Schweizerischen Rektorenkonferenz (CRUS). Von 2007 bis 2013 war Osterwalder Rektor der United Nations University in Tokyo.
Osterwalder war u. a. Gastprofessor an der University of Texas in Austin, in Harvard, am IHES bei Paris, am Max-Planck-Institut für Physik in München, der Universität La Sapienza in Rom, den Universitäten von Neapel und Tokio und am Weizmann-Institut für Wissenschaften in Israel. 1970 erhielt er die ETH Medaille. 1974 bis 1978 war er Sloan Research Fellow. Er ist Ehrendoktor der Universität Helsinki und Mitglied der Schweizer Akademie für Technische Wissenschaften. Er ist Fellow der American Mathematical Society. 
Konrad Osterwalder ist außerdem Mitglied der Führungsgremien der École polytechnique, École des Mines in Paris, des Politecnico di Milano, der Universität der italienischen Schweiz, der Technischen Universität Darmstadt (Vorsitz) und ist Mitglied des Club of Rome.
Osterwalder beschäftigt sich mit konstruktiver Quantenfeldtheorie. Er ist vor allem für die Osterwalder-Schrader Axiome bekannt, die er 1973 in Harvard mit Robert Schrader formulierte. Sie liefern eine mathematische Untermauerung der euklidischen Formulierung der Quantenfeldtheorie.
Er ist verheiratet mit Vreni Osterwalder-Bollag, analytische Psychotherapeutin. Sie haben drei Kinder.

## Verweise
1. ↑  Prof. Dr. Konrad Osterwalder: Fifth Rector (2007–2013). In: UNU: History and Background. un.edu, abgerufen am 12. Oktober 2018 (englisch).
2. ↑  Osterwalder, Schrader „Axioms for Euclidean Greens Functions“, Communications in Mathematical Physics, Teil 1, Bd. 31, 1973, S. 83–112, Teil 2, Bd. 42, 1975, S. 281–305

| Personendaten    | Personendaten                       |
| ---------------- | ----------------------------------- |
| NAME             | Osterwalder, Konrad                 |
| KURZBESCHREIBUNG | Schweizer Physiker und Mathematiker |
| GEBURTSDATUM     | 3. Juni 1942                        |
| GEBURTSORT       | Frauenfeld                          |